# Johnston Gasoline Motor Company
Johnston Gasoline Motor Company war ein US-amerikanischer Hersteller von Motoren und Automobilen.

## Unternehmensgeschichte
Die Brüder Carl D. und James H. Johnston betrieben das Unternehmen mit Sitz in Manchester in New Hampshire. Hauptsächlich stellten sie Motoren her und waren als Reparaturwerkstatt aktiv. 1902 produzierten sie einige Automobile, die als Johnston vermarktet wurden. Abnehmer waren Kunden aus der Gegend.
1907 wurde das Unternehmen aufgelöst.

## Produkte
Einige der Motoren waren Stationärmotoren. Andere wurden für den Antrieb von Booten und Automobilen genutzt. Außerdem entstanden Kraftübertragungen und weiteres Zubehör für Kraftfahrzeuge.